# ピュドナの戦い (紀元前148年)
 ピュドナの戦い（英：Battle of Pydna）は第四次マケドニア戦争において紀元前148年にローマと最後のマケドニア王ペルセウスの子を称したアイオリスのアドラミュティオンの支配者アンドリスコスの軍との間で戦われた戦闘である。
法務官クィントゥス・カエキリウス・メテルスに率いられたローマ軍がこの戦いの勝者となった。そして、この戦いは第四次マケドニア戦争でのローマの勝利を決定付けた。また、この戦いは軍事史においてファランクスによって戦われた最後の戦いの一つでもあった。
この勝利の功績からメテルスはマケドニアを制したという意味のマケドニクスの尊称を得た。一方、敗者のアンドリスコスはトラキアに落ち延びるも、トラキアの王子によってローマに引き渡された。